# Відбензинування нафтових газів
Відбензинування нафтових газів —  один з найважливіших процесів переробки попутних і аналогічних нафтових газів —  процес вилучення з них компонентів газового бензину і компонентів рідких горючих газів. Процес складається з двох послідовних операцій: 
- одержання сирого нестабільного бензину
- вилучення із сирого бензину стабільного, звільненого від легких компонентів газового бензину.

Перша операція, тобто одержання сирого нестабільного бензину, здійснюється методом компресії, чи адсорбції. 
Друга операція —  одержання стабільного бензину, зовсім вільного від пропану і більш легких вуглеводнів з бутаном в обмежених кількостях, здійснюється методом чіткої ректифікації.
Для безперебійної і надійної роботи установок відбензинування нафтових газів потрібно, щоб газ-сировина не містив механічних домішок і води. Тому одержання зріджених газів починається з очищення вихідного продукту від механічних домішок і води.